# Teresa Villaverde
Teresa Villaverde, all'anagrafe Teresa Morais Villaverde Cabral, (Lisbona, 18 maggio 1966) è una regista e sceneggiatrice portoghese.
È considerata una delle più importanti cineaste portoghesi contemporanee.

## Filmografia

### Regista
- A Idade Maior (1991)
- Três irmãos (1994)
- Os Mutantes (1998)
- Acqua e sale (Água e Sal) (2001)
- A Favor da Claridade - documentario (2004)
- Cold Wa(te)r, episodio del film Visions of Europe (2004)
- Transe (2006)
- Cisne (2011)
- Venice 70: Future Reloaded - documentario (2013)
- Sara e a Sua Mãe, episodio del film I ponti di Sarajevo (Les Ponts de Sarajevo) (2014)
- Colo (2017)
- O Termómetro de Galileu - documentario (2018)
- Six Portraits of Pain (2019)
- Où en êtes-vou, Teresa Villaverde? (2019)

## Riconoscimenti
- Mostra internazionale d'arte cinematografica
  - 1994 – Premio Elvira Notari a Três irmãos
  - 2001 – Premio Elvira Notari – Menzione speciale a Acqua e sale
- Festival internazionale del cinema di Berlino
  - 2017 – Candidatura all'Orso d'oro al miglior film a Colo

- Seattle International Film Festival
  - 2000 – New Director's Showcase Award a Os Mutantes
- Festival del cinema europeo
  - 2007 – Premio speciale della giuria a Transe